# Полет 261 на „Тай Еъруейс Интернешънъл“
Полет 261 на „Тай Еъруейс Интернешънъл“ е редовен вътрешен пътнически полет от международното летище „Дон Муанг“ в Банкок, до международното летище „Сурат Тани“, Сурат Тани, Тайланд, управляван от „Тай Еъруейс Интернешънъл“. На 11 декември 1998 г. самолетът „Еърбъс A310-204“, който изпълнява полета, се разбива в блато по време на опита си за кацане на летище „Сурат Тани“. Мястото на инцидента се намира на 695 м от пистата и издирвателно-спасителната операция е силно затруднена заради терена. При катастрофата загиват 101 души от общо 132 пътници и екипаж на борда на машината.
Повече от 400 войници и полицаи са изпратени да помагат в спасителната операция. До 12 декември спасителите успяват да извадят 100 тела от мястото на катастрофата, но идентифицирането на жертвите представлява трудност поради различни обстоятелства. Издирвателната операция е спряна на 13 декември, след като последната жертва е открита; пилотът и вторият пилот също загиват. 45 души оцеляват, като 30 души получават сериозни наранявания. Сред оцелелите са и 12 чужденци.
Тайландският комитет за разследване на авиационни инциденти започва разследване на катастрофата. Разследването показва, че екипажът е дезориентиран, тъй като опитите му да кацне на летището се провалят няколко пъти. Екипажът е смутен, а това му пречи да наблюдава състоянието на своя самолет, докато не започнат проблемите с движението на летателния апарат. Пилотите не успяват да овладеят самолета и той се разбива в блатото.
„Тай Еъруейс Интернешънъл“ предлага изплащане на обезщетения на семействата, засегнати от катастрофата. Председателят на компанията заявява на пресконференция, че семействата на жертви на катастрофата получават обезщетение от 100 000 щ. д., докато 45-те ранени оцелели получават обезщетение от 5 600 щ. д. за всеки. Авиокомпанията поема и медицинските разходи на ранените. Инцидентът е втората най-смъртоносна самолетна катастрофа в Тайланд след полет 004 на „Лауда Еър“. Това е петият най-тежък инцидент с „Еърбъс A310“ и четвъртата загуба на този модел самолети.